# Teine-ku
Teine (手稲区, Teine-ku) est l'un des dix arrondissements de la ville de Sapporo au Japon. Il est situé au nord de la ville.
En 2015, sa population est de 141 200 habitants pour une superficie de 56,77 km2, ce qui fait une densité de population de 2 490 hab./km2.

## Origine du nom
Teine dérive d'un nom aïnou signifiant « marais » ou « endroit humide ».

## Histoire
Teine était auparavant un village puis un bourg qui a fusionné avec Sapporo en 1967. L'arrondissement a été créé en 1989 lorsqu'il a été séparé de l'arrondissement de Nishi.

## Climat
| Mois                                             | jan.       | fév.       | mars       | avril     | mai       | juin      | jui.      | août     | sep.      | oct.      | nov.      | déc.       | année      |
| ------------------------------------------------ | ---------- | ---------- | ---------- | --------- | --------- | --------- | --------- | -------- | --------- | --------- | --------- | ---------- | ---------- |
| Température minimale moyenne (°C)                | −7,7       | −7,7       | −3,8       | 1,6       | 7,1       | 11,9      | 16,4      | 17,5     | 12,8      | 6,1       | 0,5       | −5         | 4,1        |
| Température moyenne (°C)                         | −3,7       | −3,3       | 0,4        | 6,5       | 12,2      | 16,2      | 20,3      | 21,6     | 17,8      | 11,4      | 4,7       | −1,3       | 8,6        |
| Température maximale moyenne (°C)                | −0,4       | 0,2        | 4          | 11,3      | 17,7      | 21,5      | 25,1      | 26,3     | 22,9      | 16,5      | 8,8       | 1,9        | 13         |
| Record de froid (°C) date du record              | −20,9 1986 | −20,3 1991 | −17,6 1986 | −9,7 1979 | −1,5 1980 | 0,9 1982  | 7,2 1979  | 8,2 1979 | 1,8 1981  | −2,7 1977 | −9,9 1982 | −16,7 2012 | −20,9 1986 |
| Record de chaleur (°C) date du record            | 9,3 2014   | 10,7 1996  | 17,9 2021  | 29,2 1998 | 33,5 2019 | 33,3 2014 | 37,1 2021 | 36 2021  | 33,8 2012 | 27,3 1978 | 22,4 2003 | 15 1989    | 37,1 2021  |
| Ensoleillement (h)                               | 78,9       | 88,6       | 144,2      | 181,3     | 195,3     | 165,5     | 161,6     | 171,1    | 162,8     | 142,9     | 94,3      | 76,7       | 1 668,1    |
| Précipitations (mm)                              | 84,9       | 66,5       | 53,4       | 46,7      | 51,9      | 52,1      | 86,3      | 122      | 131,8     | 101,8     | 107,4     | 93,3       | 998        |
| Nombre de jours avec précipitations              | 18,5       | 15         | 13         | 8,9       | 8,9       | 8,1       | 8,4       | 9,9      | 10,7      | 12,8      | 15,9      | 17         | 147,1      |
| dont nombre de jours avec précipitations ≥ 10 mm | 1,9        | 1,4        | 0,9        | 1,3       | 1,5       | 1,5       | 3         | 4,1      | 3,9       | 3,4       | 3,2       | 2,5        | 28,7       |

| Diagramme climatique                                  |             |           |             |             |              |              |             |               |              |             |           |
| J                                                     | F           | M         | A           | M           | J            | J            | A           | S             | O            | N           | D         |
| −0,4−7,784,9                                          | 0,2−7,766,5 | 4−3,853,4 | 11,31,646,7 | 17,77,151,9 | 21,511,952,1 | 25,116,486,3 | 26,317,5122 | 22,912,8131,8 | 16,56,1101,8 | 8,80,5107,4 | 1,9−593,3 |
| Moyennes : • Temp. maxi et mini °C • Précipitation mm |             |           |             |             |              |              |             |               |              |             |           |

## Transport publics
L'arrondissement est desservi par la ligne Hakodate de la JR Hokkaido.